# Elisabeth Freifrau von und zu Guttenberg
Elisabeth Johanna Freifrau von und zu Guttenberg (* 12. August 1900 in München; † 13. Februar 1998 ebenda; geborene Elisabeth Freiin von und zu der Tann-Rathsamhausen) war eine Gründerin und Vorsitzende mehrerer sozial-karitativer Einrichtungen und Organisationen.

## Leben
Sie war die Tochter des bayerischen Generals der Infanterie Luitpold von der Tann-Rathsamhausen (1847–1919) und dessen zweiter Ehefrau Emma, geborene Gräfin Mikes von Zabola (1869–1956).
Elisabeth heiratete 1919 Georg Enoch Freiherr von und zu Guttenberg (1893–1940). Sie ist die Mutter des verstorbenen CSU-Bundestagsabgeordneten Karl Theodor Freiherr von und zu Guttenberg (1921–1972), die Großmutter des Dirigenten Enoch zu Guttenberg (1946–2018) und die Urgroßmutter des ehemaligen Bundesverteidigungsministers Karl-Theodor zu Guttenberg (* 1971).
Nach 1945 leitete sie die Caritas-Kommission der Katholischen Frauenverbände in Bayern, reiste bereits 1947 in die Vereinigten Staaten und sammelte zahlreiche Sach- und Geldspenden für Flüchtlinge. Von 1957 bis 1980 leitete sie die Arbeitsgemeinschaft Katholischer Frauen Bayerns. Sie wirkte mit am Aufbau von Verbraucherberatungen in Bayern und setzte sich für die Weiterbildung und die systematische hauswirtschaftliche Berufsbildung ein. Von 1963 bis 1967 war Elisabeth zu Guttenberg Vorsitzende des Bayerischen Landesverbandes des Katholischen Deutschen Frauenbundes. Von 1974 bis 1998 war sie Vorsitzende des Tolstoi Hilfs- und Kulturwerk e. V. Durch Stadtratsbeschluss vom 30. September 2004 wurde in München eine Straße nach ihr benannt.
Sie erhielt den Bayerischen Verdienstorden (1961), das Große Verdienstkreuz der Bundesrepublik Deutschland (1970), die Bayerische Staatsmedaille für soziale Verdienste (1974) und den Päpstlichen Orden „Pro Ecclesia et Pontifice“.
1957 wurde sie von Kardinal-Großmeister Nicola Kardinal Canali zur Dame des Ritterordens vom Heiligen Grab zu Jerusalem ernannt und am 30. April 1957 in München durch Lorenz Jaeger, Großprior der deutschen Statthalterei, investiert. Sie gehörte der Komturei München an. Ihr Sohn Karl Theodor wurde ebenfalls 1957 Mitglied des Ordens.